# Nishio Tadayuki
Nishio Tadayuki est un nom japonais traditionnel ; le nom de famille (ou le nom d'école), Nishio, précède donc le prénom (ou le nom d'artiste).
Nishio Tadanao (西尾 忠移) (1749 - 9 mai 1801) est un daimyō du milieu de l'époque d'Edo de l'histoire du Japon, à la tête du domaine de Yokosuka dans la province de Tōtōmi.
Nishio Tadayuki est le deuxième fils de Nishio Tadamitsu, troisième daimyō du domaine de Yokosuka. Comme son frère ainé Tadamasa décède en octobre 1765, Tadayuki est choisi pour succéder à son père. En 1766 il reçoit le rang de cour 5e inférieur (ju go i no ge 従五位下) et le titre de Yamashiro no Kami. En 1782, il succède à son père récemment retraité comme daimyō du domaine de Yokosuka, et reçoit également le titre de courtoisie de celui-ci, Oki no Kami.
Tadayuki intègre l'administration du shogunat Tokugawa en 1784 où il occupe simultanément les fonctions de sōshaban et jisha-bugyō. Pendant une brève période il est empêché de servir (après l'incendie de sa résidence d'Edo plus tard cette même année), mais il est bientôt de retour au travail et conserve même son poste malgré le fait que son beau-père est Tanuma Okitsugu. Durant son mandat, Tadayuki participe à la proscription du domaine de Sagara.
Dans l'administration du domaine de Yokosuka, Tadayuki améliore la situation financière en encourageant la culture de la patate douce et les recherches dans le  raffinement du sucre. Il éprouve aussi un grand intérêt personnel pour les arts et le rangaku et emploie de nombreuses personnalités dans ce domaine, dont Takamori Kankō.
Tadayuki meurt au château de Yokosuka le 9 mai 1801. Comme son fils biologique meurt jeune, son héritier adoptif Nishio Tadayoshi lui succède. Sa tombe se trouve au Ryumin-ji, temple du clan Nishio situé dans la ville moderne de Kakegawa de la préfecture de Shizuoka.

## Source de la traduction
- (en) Cet article est partiellement ou en totalité issu de l’article de Wikipédia en anglais intitulé « Nishio Tadayuki » (voir la liste des auteurs).